# Pat O'Brien (musiker)

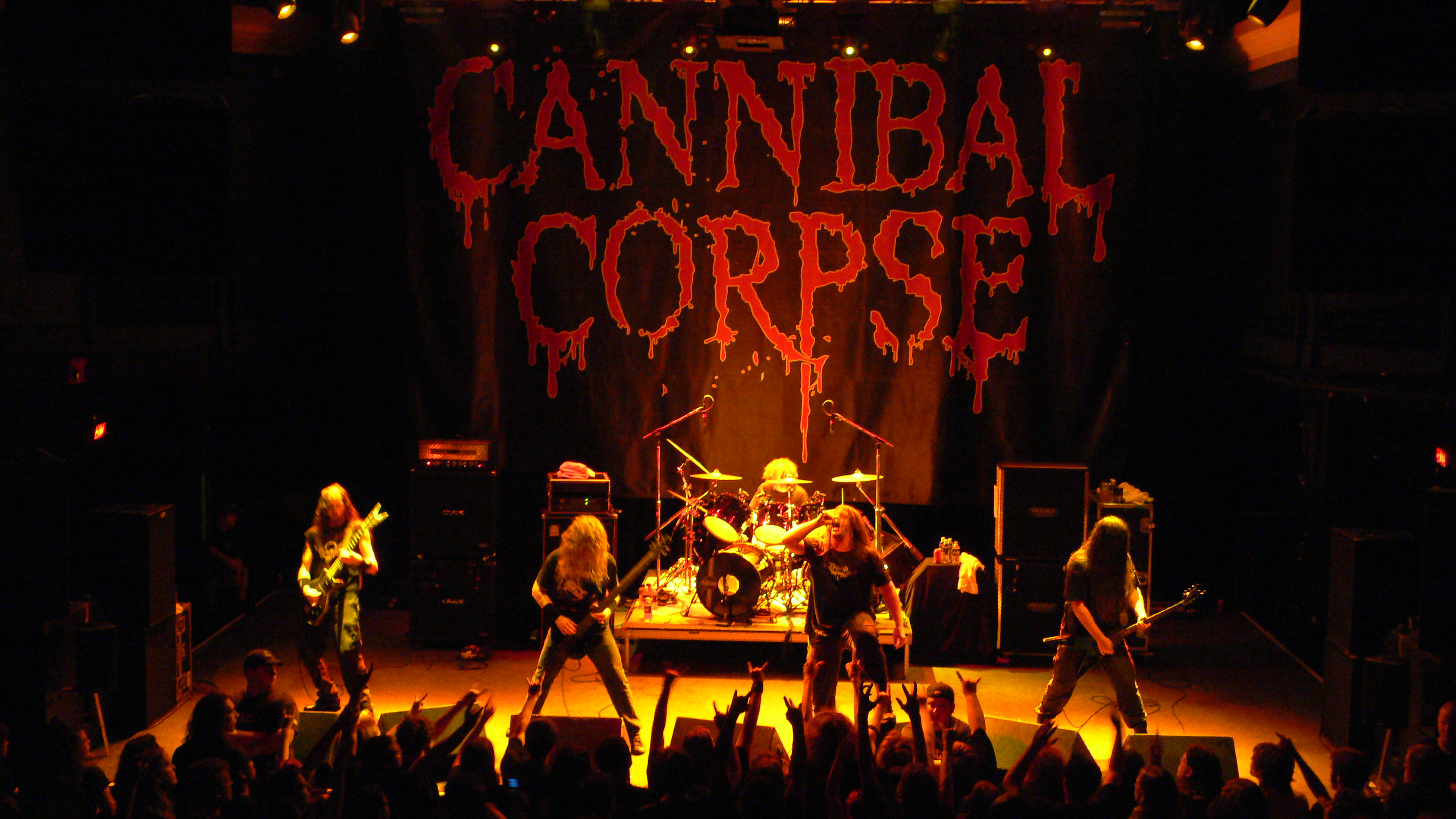

Pat O'Brien, född 15 december 1968 i Northern Kentucky, är en amerikansk hårdrocksgitarrist, känd för att spela gitarr i death metal-bandet Cannibal Corpse och tidigare bland annat med Nevermore, Jeff Loomis, Kataklysm  och Spawn of Possession. Han har också spelat live med thrash metal-bandet Slayer under delar av gitarristen Jeff Hannemans sjukdom 2011.

## Diskografi
Med Ceremony
- 1991 – untitled/unreleased (demo)
- 1992 – Ceremony (demo)
- 2000 – The Days Before the Death (EP)

Med Nevermore
- 1996 – In Memory (EP)
- 1996 – The Politics of Ecstasy

Med Cannibal Corpse
- 1998 – Gallery of Suicide
- 1999 – Bloodthirst
- 2002 – Gore Obsessed
- 2004 – The Wretched Spawn
- 2006 – Kill
- 2009 – Evisceration Plague
- 2012 – Torture
- 2014 – A Skeletal Domain
- 2017 – Red Before Black

### Som gästmusiker
Med Leather Leone
- 1989 – Shock Waves

Med Lethal
- 1997 – Your Favorite God (EP)

Med Spawn of Possession
- 2006 – Noctambulant

Med Jeff Loomis
- 2008 – Zero Order Phase

Med Kataklysm
- 2008 – Prevail

Med Intimidation
- 2016 – "Throne of Influence" (Spiritual Thrashing EP)